# Observatori del Teide
L'Observatori del Teide, també conegut com a Observatori d'Izaña,2019 pertany a l'Institut d'Astrofísica de Canàries (IAC) i juntament amb l'Observatori del Roque de los Muchachos formen el conjunt observacional de l'Observatori Nord Europeu o European Northern Observatory. Està localitzat en el massís d'Izaña, a 2400 metres d'altitud, a l'illa de Tenerife.

## Història
Fundat l'any 1959, l'any 1964 hi va ser instal·lat el primer telescopi professional. Inicialment lligat exclusivament a la Universitat de la Llacuna, l'any 1975 amb la creació del IAC passa a dependre d'aquest organisme i a internacionalitzar-se a l'any 1979 amb la signatura dels tractats de cooperació entre diversos països. L'any 1985 va tenir lloc la inauguració oficial de les instal·lacions del Institut Astrofísic de les Illes Canàries, entre elles la de l'Observatori del Teide. En aquests anys i posteriors es van instal·lar diversos telescopis de diversos països com el IAC-80 (1991), primer telescopi desenvolupat i fabricat completament a Espanya en els laboratoris del IAC de La Laguna.
Aquest observatori s'usa principalment per a l'estudi del Sol, encara que també li han donat altres usos.
La qualitat del cel de Canàries i sobretot de Tenerife fa de l'Observatori del Teide un dels millors enclavaments del món per estudiar l'Univers. La qualitat d'imatge és excel·lent i les condicions climatològiques i geogràfiques són idònies per a l'observació astronòmica, perquè es forma una capa de núvols sota l'observatori i així s'eviten les molèsties per la contaminació lumínica. Actualment, l'Observatori del Teide a Tenerife, l'Observatori del Roque de los Muchachos (La Palma), els observatoris de Mauna Kea i Haleakala (Hawaii) i La Silla i Paranal (Xile), constitueixen els observatoris de referència per a la instal·lació de futurs telescopis.

## Clima
El clima de l'observatori està determinat principalment pel factor altitud, d'uns 2400 metres, i també per la latitud propera al tròpic. D'acord amb la classificació climàtica de Köppen, el clima de l'observatori del Teide és de tipus Csb (mediterrani d'estius suaus).
La temperatura mitjana en l'estació d'Izaña és de 10,2 °C. Els hiverns són freds amb mitjanes de 4,3 °C al gener, amb gelades freqüents i amb unes 10 nevades a l'any. Els estius són suaus, amb una mitjana de 18,5 °C al juliol i màximes de 23 °C. Així, l'amplitud tèrmica anual de 14,2 °C és alta en comparació de les zones de menor altitud de Tenerife. L'oscil·lació tèrmica diària se situa en 7,7 °C.
La precipitació anual se situa una mica per sota dels 400 mm, concentrant-se la major part de la precipitació entre octubre i març, i amb un estiu molt sec amb precipitacions gairebé nul·les al juny i juliol. Com a conseqüència de l'altitud, el clima a la zona de l'estació és extremadament sec durant la major part de l'any, amb una humitat mitjana anual del 44 % i baixant al 25 % de mitjana al juliol; això al costat de l'aire net procedent dels nivells superiors de la troposfera fa que l'emplaçament sigui d'un gran interès científic. La insolació és molt alta, especialment durant l'estiu, registrant-se els valors d'insolació anual més alts de tot Espanya amb unes 3472 hores/any. L'estació se situa a 2400 metres sobre el nivell del mar, en la troposfera lliure, per sobre de la capa d'inversió quasi-permanent. La inversió separa la capa límit humida marina de la troposfera lliure i produeix el típic mar de núvols que pot veure's en les costes de les illes (normalment del nord).
A continuació es mostra una taula amb els valors climatològics en el període de referència 1981-2010 de l'observatori de la AEMET a Izaña, a 2371 msnm. Noti's que els valors extrems estan presos també en el període 1981-2010.
| Paràmetres climátics mitjans de l'Observatori del Teide (2371 msnm) (Període de referència: 1981-2010) | Paràmetres climátics mitjans de l'Observatori del Teide (2371 msnm) (Període de referència: 1981-2010) | Paràmetres climátics mitjans de l'Observatori del Teide (2371 msnm) (Període de referència: 1981-2010) | Paràmetres climátics mitjans de l'Observatori del Teide (2371 msnm) (Període de referència: 1981-2010) | Paràmetres climátics mitjans de l'Observatori del Teide (2371 msnm) (Període de referència: 1981-2010) | Paràmetres climátics mitjans de l'Observatori del Teide (2371 msnm) (Període de referència: 1981-2010) | Paràmetres climátics mitjans de l'Observatori del Teide (2371 msnm) (Període de referència: 1981-2010) | Paràmetres climátics mitjans de l'Observatori del Teide (2371 msnm) (Període de referència: 1981-2010) | Paràmetres climátics mitjans de l'Observatori del Teide (2371 msnm) (Període de referència: 1981-2010) | Paràmetres climátics mitjans de l'Observatori del Teide (2371 msnm) (Període de referència: 1981-2010) | Paràmetres climátics mitjans de l'Observatori del Teide (2371 msnm) (Període de referència: 1981-2010) | Paràmetres climátics mitjans de l'Observatori del Teide (2371 msnm) (Període de referència: 1981-2010) | Paràmetres climátics mitjans de l'Observatori del Teide (2371 msnm) (Període de referència: 1981-2010) | Paràmetres climátics mitjans de l'Observatori del Teide (2371 msnm) (Període de referència: 1981-2010) |
| Mes | Ene.                                                                                                   | Feb.                                                                                                   | Mar.                                                                                                   | Abr.                                                                                                   | May.                                                                                                   | Jun.                                                                                                   | Jul.                                                                                                   | Ago.                                                                                                   | Sep.                                                                                                   | Oct.                                                                                                   | Nov.                                                                                                   | Dic.                                                                                                   | Anual                                                                                                  |
| --- | --- | --- | --- | --- | --- | --- | --- | --- | --- | --- | --- | --- | --- |
| Temp. máx. abs. (°C)                                                                                   | 17.8                                                                                                   | 19.9                                                                                                   | 21.1                                                                                                   | 22.0                                                                                                   | 26.0                                                                                                   | 27.7                                                                                                   | 30.4                                                                                                   | 29.6                                                                                                   | 27.0                                                                                                   | 23.0                                                                                                   | 20.8                                                                                                   | 18.5                                                                                                   | 30.4                                                                                                   |
| Temp. màx. mitjana (°C)                                                                                | 7.5 | 8.0 | 10,2                                                                                                   | 11.8                                                                                                   | 14.5                                                                                                   | 18.9                                                                                                   | 23.0                                                                                                   | 22.6                                                                                                   | 18.6                                                                                                   | 14.3                                                                                                   | 11.1                                                                                                   | 8.8 | 14.1                                                                                                   |
| Temp. mitjana (°C)                                                                                     | 4.3 | 4.7 | 6.4 | 7.6 | 10.1                                                                                                   | 14.4                                                                                                   | 18.5                                                                                                   | 18.2                                                                                                   | 14.5                                                                                                   | 10.6                                                                                                   | 7.8 | 5,6 | 10.2                                                                                                   |
| Temp. mín. mitjana (°C)                                                                                | 1.1 | 1.3 | 2.7 | 3.5 | 5.8 | 9.9 | 14.0                                                                                                   | 13,8                                                                                                   | 10.4                                                                                                   | 6.9 | 4.5 | 2.4 | 6.4 |
| Temp. mín. abs. (°C)                                                                                   | −7.2                                                                                                   | −8.0                                                                                                   | −7.5                                                                                                   | −6.4                                                                                                   | −3.0                                                                                                   | 0.0 | −0.2                                                                                                   | 3.2 | 0.2 | −1.0                                                                                                   | −4.0                                                                                                   | 6.0 | −8.0                                                                                                   |
| Precipitació total (mm)                                                                                | 47.4                                                                                                   | 66.7                                                                                                   | 57.8                                                                                                   | 18.0                                                                                                   | 7.4 | 0.5 | 0.4 | 5.0 | 13.1                                                                                                   | 36.9                                                                                                   | 53.9                                                                                                   | 60.1                                                                                                   | 392.0                                                                                                  |
| Dies de precipitacions (≥ 1 mm)                                                                        | 4.5 | 4.0 | 4.1 | 2.7 | 1.1 | 0.2 | 0.1 | 0.5 | 1.6 | 3.7 | 4.4 | 5.6 | 33.4                                                                                                   |
| Dies de nevades (≥)                                                                                    | 2.4 | 2.5 | 2.1 | 0.6 | 0.2 | 0.0 | 0.0 | 0.0 | 0.0 | 0.2 | 0.6 | 1.6 | 10.2                                                                                                   |
| Hores de sol                                                                                           | 225.8                                                                                                  | 223.2                                                                                                  | 259.9                                                                                                  | 293.3                                                                                                  | 356.2                                                                                                  | 382.0                                                                                                  | 381.6                                                                                                  | 358.0                                                                                                  | 294.7                                                                                                  | 259.0                                                                                                  | 220.3                                                                                                  | 218.1                                                                                                  | 3472.1                                                                                                 |
| Humitat relativa (%)                                                                                   | 50 | 54 | 48 | 45 | 40 | 32 | 25 | 30 | 43 | 55 | 54 | 52 | 44 |
| Font: Agència Estatal de Meteorologia                                                                  | | | | | | | | | | | | | |

A continuació es mostren alguns valors extrems registrats en l'estació meteorològica de l'AEMET d'Izaña considerats a partir de 1920 per a la temperatura i precipitació i a partir de 1938 per al vent. La temperatura màxima absoluta és de 30,4 °C registrada el 19 de juliol de 1995 i la temperatura mínima absoluta de −9,8 °C registrada el 26 de febrer de 1971. El rècord de precipitació màxima en un dia és de 360 mm l'11 de novembre de 1950 i la màxima ratxa de vent de 248 km/h registrada el 28 de novembre de 2008.

## Instal·lacions

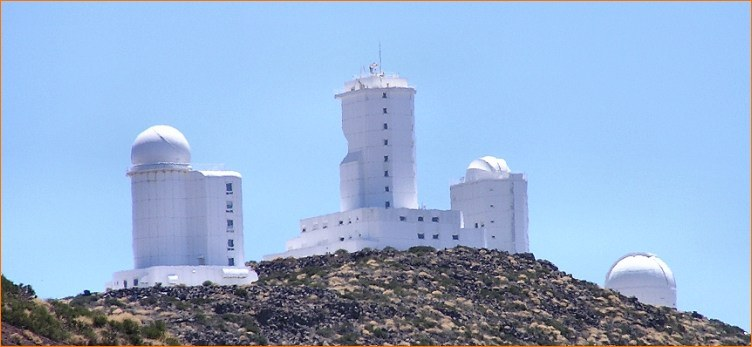
THEMIS.

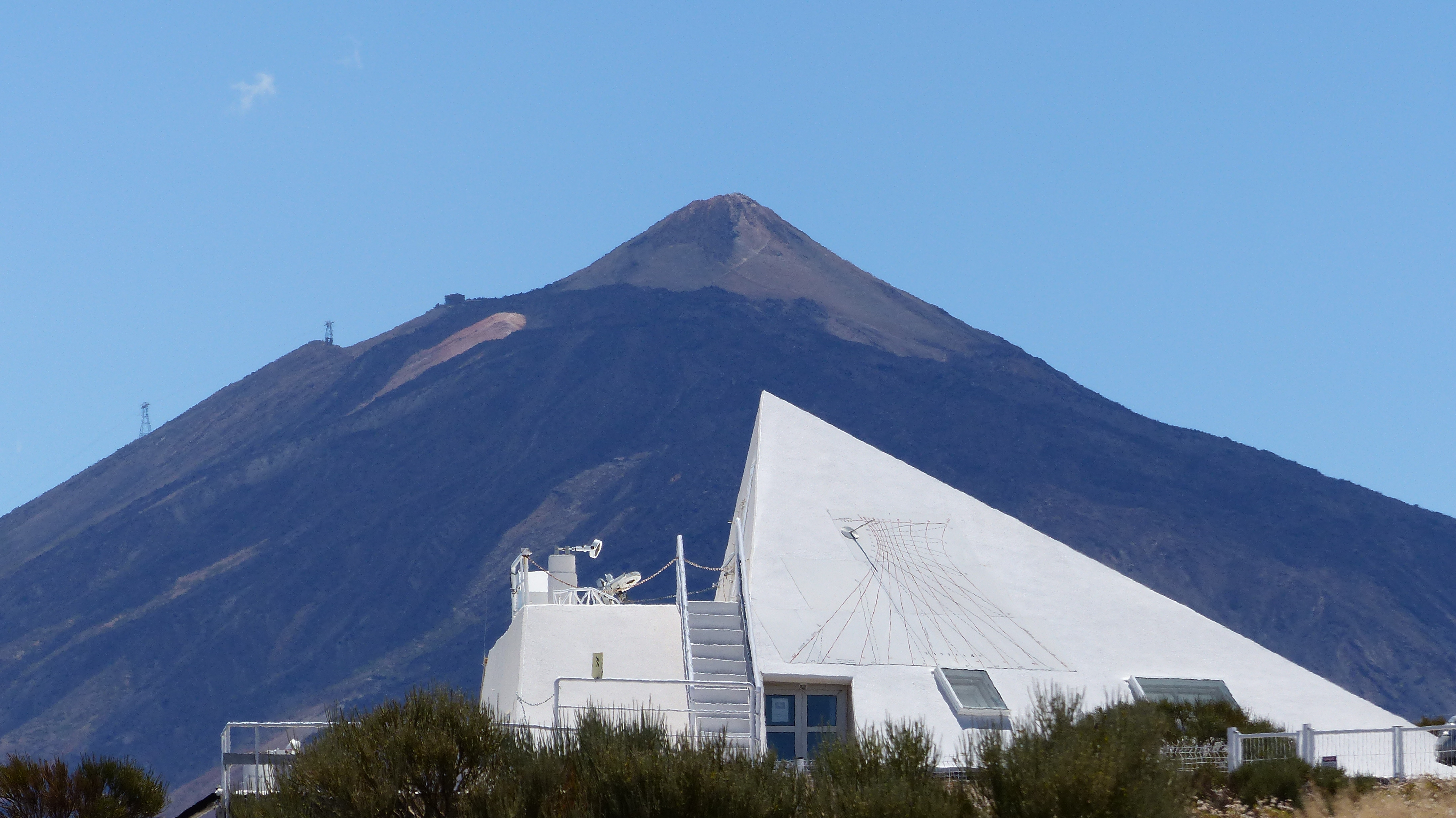
Piràmide solar i Teide.

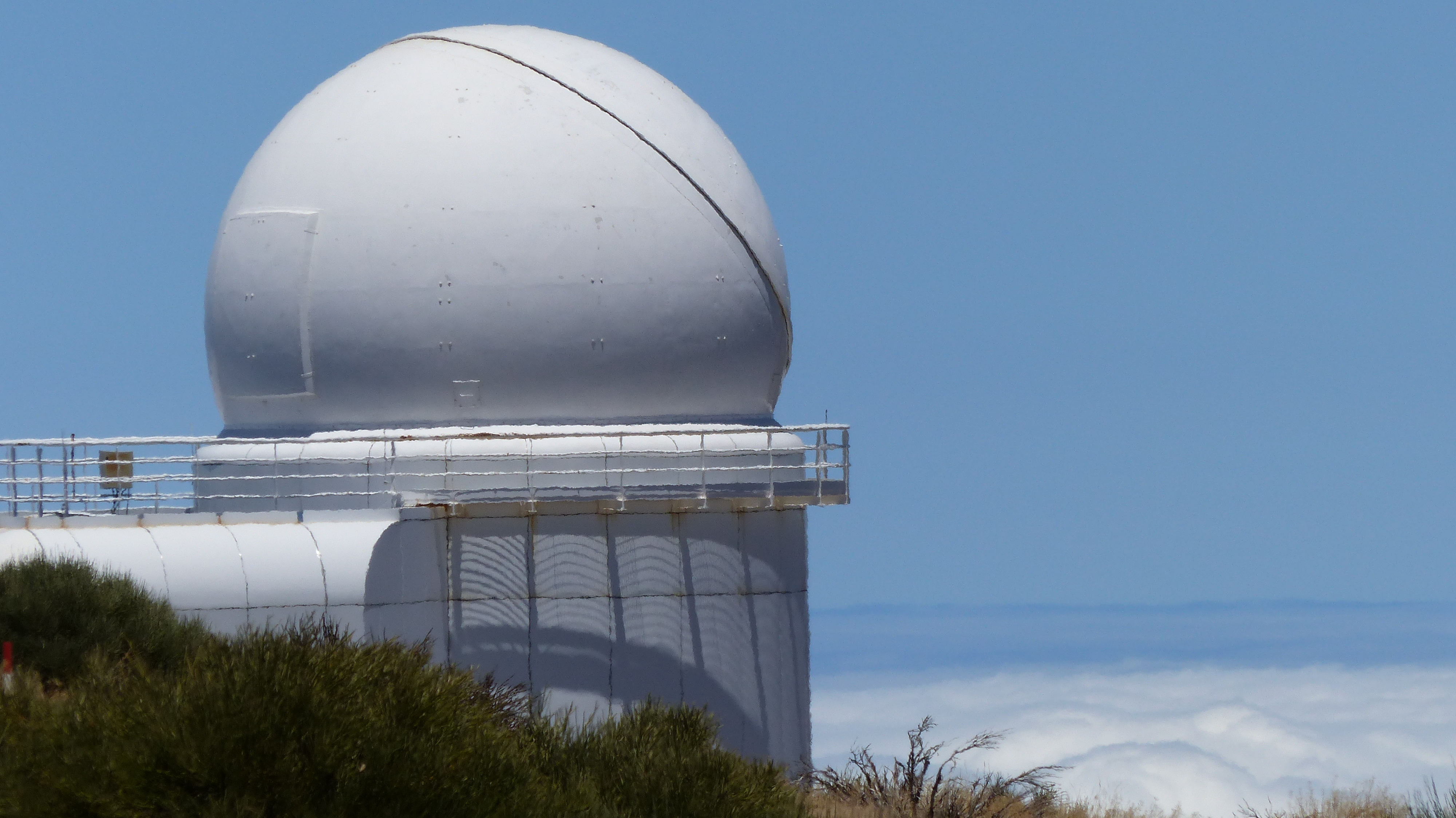
Observatori THEMIS.

L'observatori compta amb un Centre de Visitants per a la divulgació científica i amb una residència per al personal científic i tècnic.

### Telescopis

#### Telescopis solars
- Telescopi solar de Torre al buit (VTT): permet estudiar les característiques de l'atmosfera solar. El diàmetre del mirall primari és de 7 dm. Pertany a l'Institut Kiepenheuer de Física Solar de Friburg de Brisgovia. Instal·lat l'any 1989.
- Telescopi solar THEMIS: telescopi Heliogràfic per a l'Estudi del Magnetisme i de les Inestabilitats Solars. Instal·lat en 1996 té 9 dm de diàmetre i s'utilitza per mesurar la intensitat i l'adreça del camp magnètic del sol. És una col·laboració entre Itàlia i França.
- Telescopi solar Gregor: de 15 dm de diàmetre; estudia el camp magnètic en l'atmosfera solar. Pertany a un consorci d'Alemanya. Encara no està en funcionament.

#### Telescopis nocturns
- Telescopi IAC-80: instal·lat l'any 1991 va ser desenvolupat i construït pel IAC. Amb 83 cm de diàmetre amb ell es va descobrir Teide 1, la primera nana marró coneguda.
- Telescopi infraroig Carlos Sánchez (TCS): de 155 cm de diàmetre i el seu propietari és el IAC des de 1982 (instal·lat el 1972 pel Regne Unit). Està dedicat a l'observació en el rang infraroig.
- Telescopi reflector Mons: té 60 cm de diàmetre, propietat de la Universitat de Mons (Bèlgica), amb ell es realitzen treballs fotogràfics i de fotometria d'estels variables. Any d'instal·lació: 1972.
- Telescopi OGS: Estació Òptica Terrestre. Propietat de l'Agència Espacial Europea (ESA - European Space Agency). Utilitzat per a la comunicació de satèl·lits va ser instal·lat en 1998 i té 1 m de diàmetre.
- Telescopi STARE: Astrofísica estel·lar & recerca de Exoplanets. 10 cm de diàmetre.
- Telescopi robòtic Bradford: va entrar en funcionament en 2006.
- Telescopis robòtics (STELLA I i STELLA II): STELLA (abreujament de STELLar Activity) és un conjunt de dos telescopis robòtics de 120 cm de diàmetre. STELLA és un projecte del Astrophysical Institute Potsdam (AIP) amb la col·laboració del IAC. 2006.
- SLOOH: propietat de Slooh.com (Estats Units) forma part d'una xarxa de telescopis governats per control remot. 2004.

### Laboratori solar
És un conjunt d'instruments dedicats a l'obtenció de dades de l'interior del Sol. Recull 7 instruments o projectes d'institucions de Regne Unit, Estats Units, França i Taiwan a més de l'ESA i el IAC. Entre aquests instruments estan: espectrofotòmetres (MARK-I, IRIS-T, ECHO), el fotòmetre d'alta resolució TON i el Tacòmetre de Fourier GONG.

### Fons Còsmic de Microones
La radiació de fons de microones és la radiació més antiga que es pot observar en l'univers i conté informació sobre l'origen dels objectes que en ell es troben. Per al seu estudi el OT compta amb un interferòmetre de 33GHz, radiotelescopis COSMO10 i 15 i una xarxa interferomètrica VSA (Very Small Array). L'any 1994, gràcies a l'Experiment de Tenerife, es van descobrir les cosmosomes, que són l'origen de les macroestructures de l'univers actual.